# Демидов
Демидов (рус. Демидов) град је у европском делу Руске Федерације и административни центар Демидовског рејона Смоленске области.
Према процени из 2014. у граду је живело 6.726 становника. Град је до 19. новембра 1918. носио име Поречје (рус. Поречье).

## Географија
Град Демидов смештен је у јужном делу Демидовског рејона, на северозападу Смоленске области, на месту где се у реку каспљу уливају њене притоке Гобза и Старка. Налази се на око 92 км северозападно од главног града области Смоленска. Лежи на надморској висини од 160 m.

## Историја
Долине река Каспље и Гобзе су у периоду од IX до XII века представљале важне трговачке руте којима су пролази Варјази на путу ка Византији. Насеље се пак први пут у писаним изворима помиње 1499. под именом Поречје, и у то време било је средиште истоименог округа Велике Кнежевине Литваније. Насеље је 1667. постало делом тадашње Велике московске кнежевине. Исте године на левој обали Каспље је подигнута камена црква (Пјатницкаја). На основу декрета цара Петра Великог у насељу је 1723. саграђено трговачко речно пристаниште. Године 1737. саграђена је црква посвећена Рођењу Христовом. Указом царице Катарине Велике Поречју је 1776. додељен статус царског града.
Премаподацима из 1787. у граду је живело 2.500 становника у 500 домаћинстава, а постојале су и 3 камене православне цркве.
Град је 19. новембра 1918. преименован у Демидов.

## Демографија
Према подацима са пописа становништва 2010. у граду је живело 7.333 становника, док је према проценама за 2014. град имао 6.726 становника.
| 1897. | 1959. | 1970. | 1979. | 1989.  | 2002. | 2010. | 2014. |
| ----- | ----- | ----- | ----- | ------ | ----- | ----- | ----- |
| 5.688 | 6.901 | 8.549 | 9.667 | 10.198 | 8.786 | 7.333 | 6.726 |